# Devadattidae
Famille
Les Devadattidae sont une famille de libellules du sous-ordre des zygoptères dans l'ordre  des odonates.
Cette famille ne comprend que le genre Devadatta, anciennement placé dans les Amphipterygidae et qui regroupe six espèces.

## Étymologie
Devadatta provient du Pali, une langue indo-européenne et a pour signification « don de dieu ». 

## Liste des genres
Selon BioLib (6 février 2021) :
- Devadatta Kirby, 1890

## Publication originale
- (en) Klaas-Douwe B. Dijkstra, Vincent J. Kalkman, Rory A. Dow, Frank R. Stokvis et Jan van Tol, « Redefining the damselfly families: a comprehensive molecular phylogeny of Zygoptera (Odonata) », Systematic Entomology, Wiley-Blackwell, vol. 39, no 1,‎ 26 août 2013, p. 68-96 (ISSN 0307-6970 et 1365-3113, DOI 10.1111/SYEN.12035, lire en ligne).